# Tennis vid olympiska sommarspelen 1896
I tennis vid olympiska sommarspelen 1896 avgjordes två grenar, båda för herrar. Tretton tävlande från sex länder deltog. Flera av dubbelparen bestod av mixade nationaliteter, bland annat de tre medaljparen.

## Medaljfördelning

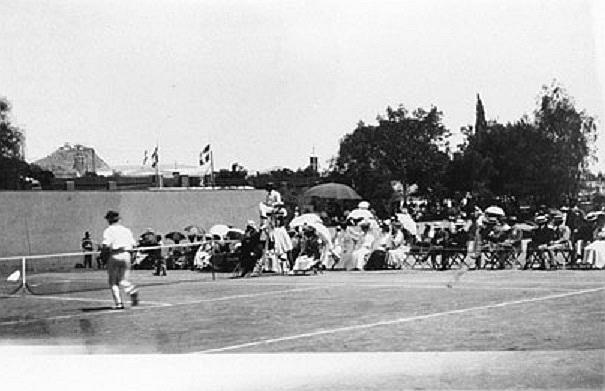
Singelfinalen i tennisturneringen 1896

| Pl.    | Nation          | Guld | Silver | Brons | Totalt |
| ------ | --------------- | ---- | ------ | ----- | ------ |
| 1      | Storbritannien  | 1    | 0      | 0     | 1      |
| 2      | Grekland        | 0    | 1      | 1     | 2      |
| 3      | Ungern          | 0    | 0      | 1     | 1      |
|        |                 |      |        |       |        |
|        | Kombinationslag | 1    | 1      | 1     | 3      |
|        |                 |      |        |       |        |
| Totalt | Totalt          | 2    | 2      | 3     | 7      |

## Medaljörer
| Gren                   | Guld                                                    | Silver                                                                  | Brons                                                    |
| Herrsingel Detaljer... | John Boland Storbritannien                              | Dionysios Kasdaglis Grekland                                            | Konstantinos Paspatis Grekland                           |
| Herrsingel Detaljer... | John Boland Storbritannien                              | Dionysios Kasdaglis Grekland                                            | Momčilo Tapavica Ungern                                  |
| Herrdubbel Detaljer... | Kombinationslag John Boland (GBR) Friedrich Traun (GER) | Kombinationslag Dionysios Kasdaglis (GRE) Demetrios Petrokokkinos (GRE) | Kombinationslag Edwin Flack (AUS) George Robertson (GBR) |

## Deltagande nationer
Totalt deltog tretton tennisspelare från sex länder vid de olympiska spelen 1896 i Aten.
- Australien (1)
- Frankrike (1)
- Tyskland (1)
- Storbritannien (4)
- Grekland (7)
- Ungern (1)